# Remixes 81··04
Remixes 81··04 es la primera compilación de mezclas del grupo británico de música electrónica Depeche Mode, publicada en 2004. Fue el primer material de la banda editado por Mute Records como propiedad de la multinacional EMI, como su nombre indica contiene diversas mezclas de temas de Depeche Mode desde el inicio de su trayectoria en 1981 hasta 2004 en que fue publicado.
Para 2011, apareció la continuación Remixes 2: 81-11.

## Listado de canciones
La colección apareció en cinco ediciones, la estándar en doble CDs, en CD único, en edición limitada de triple CD, en séxtuple disco de vinilo y, por vez primera para un disco del grupo, en streaming, la cual fue separada de las ediciones físicas.

### Ediciones de dos y tres discos
remixes 81··04 y remixes 81···04
Los discos uno y dos son los mismos en ambas ediciones, la diferencia es sólo el tercer disco para la edición limitada con el ligerísimo cambio en el título.

| Disco 1 |                                                            |          |  |
| N.º     | Título                                                     | Duración |  |
| 1.      | «Never Let Me Down Again» (Split Mix, 1987)                | 9:31     |  |
| 2.      | «Policy of Truth» (Capitol Mix, 1990)                      | 8:00     |  |
| 3.      | «Shout» (Rio Remix, 1981)                                  | 7:29     |  |
| 4.      | «Home» (Air 'Around the Golf' Remix, 1997)                 | 3:55     |  |
| 5.      | «Strangelove» (Blind Mix, 1987)                            | 6:32     |  |
| 6.      | «Rush» (Spiritual Guidance Mix, 1993)                      | 5:27     |  |
| 7.      | «I Feel You» (Renegade Soundwave Afghan Surgery Mix, 1993) | 4:57     |  |
| 8.      | «Barrel of a Gun» (Underworld Hard Mix, 1997)              | 9:36     |  |
| 9.      | «Route 66» (Beatmasters Mix, 1987)                         | 6:18     |  |
| 10.     | «Freelove» (DJ Muggs Remix, 2001)                          | 4:24     |  |
| 11.     | «I Feel Loved» (Chamber's Remix, 2001)                     | 6:17     |  |
| 12.     | «Just Can't Get Enough» (Schizo Mix, 1981)                 | 6:45     |  |

| Disco 2 |                                                                             |          |  |
| N.º     | Título                                                                      | Duración |  |
| 1.      | «Personal Jesus» (Pump Mix, 1989)                                           | 7:47     |  |
| 2.      | «World in My Eyes» (Mode to Joy, 1990)                                      | 6:28     |  |
| 3.      | «Get the Balance Right!» (Combination Mix, 1983)                            | 7:56     |  |
| 4.      | «Everything Counts» (Absolut Mix, 1989)                                     | 6:02     |  |
| 5.      | «Breathing in Fumes (1986)» (DM, Daniel Miller & Gareth Jones, 1986)        | 6:05     |  |
| 6.      | «Painkiller» (Kill the Pain - DJ Shadow vs. Depeche Mode, 1998)             | 6:29     |  |
| 7.      | «Useless» (The Kruder + Dorfmeister Session™, 1997)                         | 9:06     |  |
| 8.      | «In Your Room» (The Jeep Rock Mix, 1994)                                    | 6:19     |  |
| 9.      | «Dream on» (Dave Clarke Acoustic version, 2001)                             | 4:23     |  |
| 10.     | «It's No Good» (Speedy J Mix, 1997)                                         | 5:02     |  |
| 11.     | «Master and Servant» (An ON-Sound Science Fiction Dance Hall Classic, 1984) | 4:35     |  |
| 12.     | «Enjoy the Silence» (Timo Maas Extended Remix, 2004)                        | 8:41     |  |

| Disco 3 |                                                                                   |          |  |
| N.º     | Título                                                                            | Duración |  |
| 1.      | «A Question of Lust» (Flood Mix, 1986)                                            | 5:08     |  |
| 2.      | «Walking in My Shoes» (Random Carpet Mix, 1993)                                   | 8:37     |  |
| 3.      | «Are People People?» (Adrian Sherwood, 1984)                                      | 4:28     |  |
| 4.      | «World in My Eyes» (Daniel Miller Mix, 1990)                                      | 4:37     |  |
| 5.      | «I Feel Loved» (Danny Tenaglia's Labor of Love Dub, 2001)                         | 11:21    |  |
| 6.      | «It's No Good» (Club 69 Future Mix, 1997)                                         | 8:50     |  |
| 7.      | «Photographic» (Rex the Dog Dubb Mix, 2004)                                       | 6:20     |  |
| 8.      | «Little 15» (Ulrich Schnauss Mix, 2004)                                           | 4:52     |  |
| 9.      | «Nothing» (Headcleanr Rock Mix, 2004)                                             | 3:30     |  |
| 10.     | «Lie to Me» (The Pleasure of her Private Shame' Remix by LFO, 2004)               | 6:33     |  |
| 11.     | «Clean» (Colder version, 2004)                                                    | 7:09     |  |
| 12.     | «Halo» (Goldfrapp Remix, 2004)                                                    | 4:22     |  |
| 13.     | «Enjoy the Silence» (Reinterpretada por Mike Shinoda o solo Enjoy the Silence 04) | 3:32     |  |

### Edición de un solo disco
Contiene temas extraídos de cada uno de los tres discos de la edición limitada.

| remixes 81·04 |                                                                  |          |  |
| N.º           | Título                                                           | Duración |  |
| 1.            | «Never Let Me Down Again» (Split Mix)                            | 9:32     |  |
| 2.            | «Personal Jesus» (Pump Mix)                                      | 7:47     |  |
| 3.            | «Barrel of a Gun» (Underworld Hard Mix)                          | 9:36     |  |
| 4.            | «Route 66» (Beatmasters Mix)                                     | 6:18     |  |
| 5.            | «Useless» (The Kruder + Dorfmeister Session™)                    | 9:06     |  |
| 6.            | «In Your Room» (The Jeep Rock Mix)                               | 6:19     |  |
| 7.            | «Home» (Air "Around the Golf" Remix)                             | 3:55     |  |
| 8.            | «Strangelove» (Blind Mix)                                        | 6:32     |  |
| 9.            | «I Feel You» (Renegade Soundwave Afghan Surgery Mix)             | 4:57     |  |
| 10.           | «Just Can't Get Enough» (Schizo Mix)                             | 6:45     |  |
| 11.           | «Halo» (Goldfrapp Remix)                                         | 4:22     |  |
| 12.           | «Enjoy the Silence» (Reinterpretada o solo Enjoy the Silence 04) | 3:32     |  |

### Edición enLP
remixes 81····04
Desde 1993 todos los discos de Depeche Mode se continuaron editando en Europa también en formato de disco de vinilo. El caso del LP Remixes 81-04 resultó distinto a sus versiones en CD pues es presentado no en tres sino en seis discos que contienen las 37 canciones de la edición limitada en tres discos, cuyos lados están ordenados alfabéticamente del A al L.
Esta presentación contiene los mismos 37 temas de la edición limitada, pero con un par de temas en distinto orden.
Disco 1
| Lado A |                                       |          |  |
| N.º    | Título                                | Duración |  |
| 1.     | «Never Let Me Down Again» (Split Mix) | 9:32     |  |
| 2.     | «Policy of Truth» (Capitol Mix)       | 8:00     |  |
| 3.     | «Freelove» (DJ Muggs Remix)           | 4:23     |  |

| Lado B |                                      |          |  |
| N.º    | Título                               | Duración |  |
| 1.     | «Shout» (Rio Mix)                    | 7:31     |  |
| 2.     | «Home» (Air 'Around the Golf' Remix) | 3:56     |  |
| 3.     | «Strangelove» (Blind Mix)            | 6:33     |  |

Disco 2
| Lado C |                                                      |          |  |
| N.º    | Título                                               | Duración |  |
| 1.     | «Rush» (Spiritual Guidance Mix)                      | 5:27     |  |
| 2.     | «I Feel You» (Renegade Soundwave Afghan Surgery Mix) | 4:57     |  |
| 3.     | «Barrel of a Gun» (Underworld Hard Mix)              | 9:38     |  |

| Lado D |                                      |          |  |
| N.º    | Título                               | Duración |  |
| 1.     | «Route 66» (Beatmasters Mix)         | 6:18     |  |
| 2.     | «I Feel Loved» (Chamber's Remix)     | 6:17     |  |
| 3.     | «Just Can't Get Enough» (Schizo Mix) | 6:44     |  |

Disco 3
| Lado E |                                                         |          |  |
| N.º    | Título                                                  | Duración |  |
| 1.     | «Personal Jesus» (Pump Mix)                             | 7:48     |  |
| 2.     | «World in My Eyes» (Mode to Joy)                        | 6:29     |  |
| 3.     | «Painkiller» (Kill the Pain DJ Shadow vs. Depeche Mode) | 6:30     |  |

| Lado F |                                            |          |  |
| N.º    | Título                                     | Duración |  |
| 1.     | «Get the Balance Right!» (Combination Mix) | 7:55     |  |
| 2.     | «Everything Counts» (Absolut Mix)          | 6:02     |  |
| 3.     | «Breathing in Fumes»                       | 6:07     |  |

Disco 4
| Lado G |                                               |          |  |
| N.º    | Título                                        | Duración |  |
| 1.     | «Useless» (The Kruder + Dorfmeister Session™) | 9:07     |  |
| 2.     | «In Your Room» (The Jeep Rock Mix)            | 6:20     |  |
| 3.     | «Dream on» (Dave Clarke Acoustic Version)     | 4:24     |  |

| Lado H |                                                                        |          |  |
| N.º    | Título                                                                 | Duración |  |
| 1.     | «It's No Good» (Speedy J Mix)                                          | 5:03     |  |
| 2.     | «Master and Servant» (An ON-USound Science Fiction Dance Hall Classic) | 4:36     |  |
| 3.     | «Enjoy the Silence» (Timo Maas Extended Remix)                         | 8:43     |  |

Disco 5
| Lado I |                                           |          |  |
| N.º    | Título                                    | Duración |  |
| 1.     | «A Question of Lust» (Remix)              | 5:10     |  |
| 2.     | «Walking in My Shoes» (Random Carpet Mix) | 8:38     |  |
| 3.     | «Are People People?»                      | 4:30     |  |
| 4.     | «World in My Eyes» (Daniel Miller Mix)    | 4:38     |  |

| Lado J |                                                     |          |  |
| N.º    | Título                                              | Duración |  |
| 1.     | «I Feel Loved» (Danny Tenaglia's Labor of Love Dub) | 12:10    |  |
| 2.     | «It's No Good» (Club 69 Future Mix)                 | 8:51     |  |

Disco 6
| Lado K |                                                                |          |  |
| N.º    | Título                                                         | Duración |  |
| 1.     | «Photographic» (Rex the Dog Dubb Mix)                          | 6:20     |  |
| 2.     | «Little 15» (Ulrich Schnauss Remix)                            | 4:52     |  |
| 3.     | «Nothing» (Headcleanr Rock Mix)                                | 3:30     |  |
| 4.     | «Let to Me» ('The Pleasure of Her Private Shame' Remix by LFO) | 6:35     |  |

| Lado L |                                     |          |  |
| N.º    | Título                              | Duración |  |
| 1.     | «Clean» (Colder Version)            | 7:13     |  |
| 2.     | «Halo» (Goldfrapp Remix)            | 4:25     |  |
| 3.     | «Enjoy the Silence» (Reinterpreted) | 3:35     |  |

### Edición digital
Adicionalmente, se publicó el disco digital Remixes 81···04 rare tracks, el cual contiene en exclusiva mezclas raras distintas a las de los discos físicos de la colección.

| remixes 81···04 rare tracks | |          |  |
| N.º                         | Título                                                                                                | Duración |  |
| 1.                          | «Behind the Wheel/Route 66» (Megamix, Ivan Ivan, 1987)                                                | 7:51     |  |
| 2.                          | «Dream on» (Morel's Pink Noise Club Mix, Richard Morel, 2001)                                         | 7:45     |  |
| 3.                          | «Master and Servant» (U.S. Black and Blue Version, Joseph Watt, 1984)                                 | 8:04     |  |
| 4.                          | «Nothing» (Justin Strauss Mix, 1989)                                                                  | 7:05     |  |
| 5.                          | «People are People» (Special Edition ON-USound Remix, Adrian Sherwood, 1984)                          | 7:33     |  |
| 6.                          | «Little 15» (Bogus Brothers Mix, 2004, previamente no disponible)                                     | 6:11     |  |
| 7.                          | «Freelove» (Josh Wink Dub, 2004, previamente no disponible)                                           | 8:51     |  |
| 8.                          | «Personal Jesus» (Kazan Cathedral Mix, François Kevorkian, 1989, previamente incluido en Just Say Da) | 4:18     |  |
| 9.                          | «But Not Tonight» (Extended Remix, Roberrt Margouleff, 1986)                                          | 5:15     |  |
| 10.                         | «But Not Tonight» (Margouleff Dance Mix, 2004, previamente no disponible)                             | 6:08     |  |
| 11.                         | «Freelove» (Powder Productions Remix, 2001)                                                           | 7:58     |  |
| 12.                         | «Slowblow» (Mad Professor Mix, 1997, previamente no disponible)                                       | 5:25     |  |
| 13.                         | «Rush» (Black Sun Mix, Coil, 1994, previamente no disponible)                                         | 6:02     |  |

En Norteamérica, la versión Remixes 81···04 de 37 temas se publicó de manera limitada como descarga digital para ser grabados en tres discos, con lo cual podía decirse que esta era una edición de cuatro discos.

### Edición promocional
| Remixes 81 04 |                                             |          |  |
| N.º           | Título                                      | Duración |  |
| 1.            | «Megamix» (A Continuous Mix por Mount Sims) | 10:19    |  |

## Sencillo
- Enjoy the Silence·04

Fue una nueva mezcla del tema clásico de Depeche Mode Enjoy the Silence realizada por el productor Mike Shinoda del grupo Linkin Park especialmente para publicarla como sencillo promocional de la colección.

## Datos
- La única canción de toda la colección que aparece en su versión original es Breathing in Fumes del álbum Black Celebration de 1986.

- Las nuevas mezclas de Photographic, Little 15, Nothing, Lie to Me, Clean y Halo, del tercer disco de la edición limitada, se realizaron especialmente para esta colección.

- La versión Random Carpet Mix de Walking in My Shoes fue realizada por el productor de música electrónica, William Orbit.

- Are People People? es una remezcla del tema People Are People (del álbum Some Great Reward). Originalmente había aparecido en las ediciones en vinilo del propio sencillo People Are People y de Master and Servant en 1984.

- Las mezclas de Personal Jesus, Rush, Everything Counts, Barrel of a Gun e It's No Good ya se habían incluido en el disco Remixes 86>98, promocional de la compilación The Singles 86>98 de 1998.

- La versión Schizo Mix de Just Can't Get Enough ya se había incluido en la edición norteamericana del disco Speak & Spell en 1981. También se incluyó en el disco Remixes 81>85, promocional de la compilación The Singles 81>85 de 1998.

- La mezcla de Get the Balance Right! también se había incluido en el disco Remixes 81>85.

- En Rusia hubo edición de Remixes 81-04 en casete de cinta magnética de audio, con el contenido de la versión CD.